# 普里查德 (密西西比州)
普里查德（英語：Prichard）是位於美國密西西比州蒂尼卡縣的非建制地區。

## 歷史
普里查德的郵局於1902年設立，其後於1973年停運。

## 地理
普里查德所處的海拔為高於海平面57米（即187英呎），而該地所採用的時區為UTC-6，即北美中部時區（CST）。同時該地設有夏令時間，為UTC-6調快一小時，即UTC-5（CDT）。